# Bezirk St. Pölten-Land
Der Bezirk St. Pölten, bzw. in älterer Form St. Pölten-Land ist ein Verwaltungsbezirk des Landes Niederösterreich.
Der Sitz der Bezirkshauptmannschaft ist in der Statutarstadt St. Pölten, Außenstellen befinden sich in Kirchberg an der Pielach, Neulengbach und Purkersdorf.

## Geschichte

### Bezirkshauptleute
- Carl Fügerl (1854–1856)
- Karl von Spohn (1868–1890)
- Heinrich Ritter Waniek von Domyslow
- Franz Schmidt (1970–1977)
- Walter Michalitsch (1977–1993)
- Josef Sodar (1993–2005)
- Josef Kronister (ab 2005)

## Geografie
Er umfasst das Umland der Landeshauptstadt St. Pölten und die Wienerwald-Gemeinden unmittelbar westlich von Wien. Außenstellen der Bezirkshauptmannschaft St. Pölten-Land existieren in Kirchberg an der Pielach, Neulengbach und Purkersdorf. Er hat eine Fläche von 1.286,88 km².
Landschaftlich zählt der größte Teil des Bezirks zum Mostviertel bis auf die 2017 dazugekommenen Wienerwald-Gemeinden, die zum Industrieviertel zählen. Er gehört zur Hauptregion der Raumplanung NÖ-Mitte.

### Nachbarbezirke
|                 | Bezirk Krems, Statutarstadt Krems an der Donau | Bezirk Tulln                                                 |
| Bezirk Melk     | Kompassrose, die auf Nachbargemeinden zeigt    | Gemeindebezirk Penzing (Wien) Gemeindebezirk Hietzing (Wien) |
| Bezirk Scheibbs | Bezirk Lilienfeld                              | Bezirk Mödling Bezirk Baden                                  |

## Angehörige Gemeinden

Gemeinden des Bezirks St. Pölten

Der Bezirk St. Pölten umfasst seit 2017 45 Gemeinden, darunter 6 Städte und 25 Marktgemeinden.
Im 24. September 2015 wurde vom Niederösterreichischen Landtag beschlossen, dass der Bezirk Wien-Umgebung mit 31. Dezember 2016 aufgelöst wird. Anschließend wurde von der Landesregierung die Neuzuteilung der Gemeinden auf die angrenzenden Bezirke durchgeführt: Die Gemeinden Gablitz, Mauerbach, Pressbaum, Purkersdorf, Tullnerbach und Wolfsgraben wurden Teil des Bezirkes St. Pölten.
Regionen in der Tabelle sind Kleinregionen in Niederösterreich
| Gemeinde                        | Lage | Ew    | km²   | Ew / km² | Gerichtsbezirk | Region                      | Typ             | Metadaten         |
| ------------------------------- | ---- | ----- | ----- | -------- | -------------- | --------------------------- | --------------- | ----------------- |
| Altlengbach                     |      | 3.223 | 35,59 | 91       | Neulengbach    | Wienerwald Initiativ Region | Markt- gemeinde | Gem.Kennz.: 31901 |
| Asperhofen                      |      | 2.354 | 28,89 | 81       | Neulengbach    | Wienerwald Initiativ Region | Markt- gemeinde | Gem.Kennz.: 31902 |
| Böheimkirchen                   |      | 5.243 | 45,55 | 115      | Neulengbach    | –                           | Markt- gemeinde | Gem.Kennz.: 31903 |
| Brand-Laaben                    |      | 1.258 | 34,58 | 36       | Neulengbach    | Wienerwald Initiativ Region | Gemeinde        | Gem.Kennz.: 31904 |
| Eichgraben                      |      | 4.793 | 8,88  | 540      | Neulengbach    | Wienerwald Initiativ Region | Markt- gemeinde | Gem.Kennz.: 31905 |
| Frankenfels                     |      | 1.894 | 56,14 | 34       | St. Pölten     | Kleinregion Pielachtal      | Markt- gemeinde | Gem.Kennz.: 31906 |
| Gablitz                         |      | 5.105 | 18,17 | 281      | Purkersdorf    | Kleinregion Troppberg       | Markt- gemeinde | Gem.Kennz.: 31949 |
| Gerersdorf                      |      | 1.094 | 13,66 | 80       | St. Pölten     | –                           | Gemeinde        | Gem.Kennz.: 31907 |
| Hafnerbach                      |      | 1.662 | 29,23 | 57       | St. Pölten     | ARGE Dunkelsteinerwald      | Markt- gemeinde | Gem.Kennz.: 31910 |
| Haunoldstein                    |      | 1.256 | 9,89  | 127      | St. Pölten     | ARGE Dunkelsteinerwald      | Gemeinde        | Gem.Kennz.: 31911 |
| Herzogenburg                    |      | 7.963 | 46,09 | 173      | St. Pölten     | Unteres Traisental          | Stadt- gemeinde | Gem.Kennz.: 31912 |
| Hofstetten-Grünau               |      | 2.712 | 35,94 | 75       | St. Pölten     | Kleinregion Pielachtal      | Markt- gemeinde | Gem.Kennz.: 31909 |
| Inzersdorf-Getzersdorf          |      | 1.686 | 13,63 | 124      | St. Pölten     | Unteres Traisental          | Gemeinde        | Gem.Kennz.: 31913 |
| Kapelln                         |      | 1.342 | 20,19 | 66       | Neulengbach    | Unteres Traisental          | Markt- gemeinde | Gem.Kennz.: 31915 |
| Karlstetten                     |      | 2.226 | 28,25 | 79       | St. Pölten     | –                           | Markt- gemeinde | Gem.Kennz.: 31916 |
| Kasten bei Böheimkirchen        |      | 1.440 | 20,50 | 70       | Neulengbach    | –                           | Gemeinde        | Gem.Kennz.: 31917 |
| Kirchberg an der Pielach        |      | 3.142 | 63,50 | 49       | St. Pölten     | Kleinregion Pielachtal      | Markt- gemeinde | Gem.Kennz.: 31918 |
| Kirchstetten                    |      | 2.265 | 17,76 | 128      | Neulengbach    | Wienerwald Initiativ Region | Markt- gemeinde | Gem.Kennz.: 31919 |
| Loich                           |      | 551   | 24,52 | 22       | St. Pölten     | Kleinregion Pielachtal      | Gemeinde        | Gem.Kennz.: 31920 |
| Maria Anzbach                   |      | 3.276 | 18,21 | 180      | Neulengbach    | –                           | Markt- gemeinde | Gem.Kennz.: 31921 |
| Markersdorf-Haindorf            |      | 2.058 | 16,67 | 123      | St. Pölten     | –                           | Markt- gemeinde | Gem.Kennz.: 31922 |
| Mauerbach                       |      | 3.610 | 20,32 | 178      | Purkersdorf    | –                           | Markt- gemeinde | Gem.Kennz.: 31950 |
| Michelbach                      |      | 852   | 24,95 | 34       | Neulengbach    | –                           | Markt- gemeinde | Gem.Kennz.: 31923 |
| Neidling                        |      | 1.531 | 18,59 | 82       | St. Pölten     | ARGE Dunkelsteinerwald      | Markt- gemeinde | Gem.Kennz.: 31925 |
| Neulengbach                     |      | 8.661 | 51,64 | 168      | Neulengbach    | Wienerwald Initiativ Region | Stadt- gemeinde | Gem.Kennz.: 31926 |
| Neustift-Innermanzing           |      | 1.568 | 14,90 | 105      | Neulengbach    | Wienerwald Initiativ Region | Gemeinde        | Gem.Kennz.: 31927 |
| Nußdorf ob der Traisen          |      | 1.903 | 15,49 | 123      | St. Pölten     | Unteres Traisental          | Markt- gemeinde | Gem.Kennz.: 31928 |
| Ober-Grafendorf                 |      | 4.922 | 24,59 | 200      | St. Pölten     | Kleinregion Pielachtal      | Markt- gemeinde | Gem.Kennz.: 31929 |
| Obritzberg-Rust                 |      | 2.346 | 41,48 | 57       | St. Pölten     | –                           | Markt- gemeinde | Gem.Kennz.: 31930 |
| Perschling                      |      | 1.552 | 23,80 | 65       | Neulengbach    | –                           | Gemeinde        | Gem.Kennz.: 31946 |
| Pressbaum                       |      | 7.934 | 58,87 | 135      | Purkersdorf    | Kleinregion Troppberg       | Stadt- gemeinde | Gem.Kennz.: 31951 |
| Prinzersdorf                    |      | 1.707 | 4,06  | 421      | St. Pölten     | –                           | Markt- gemeinde | Gem.Kennz.: 31932 |
| Purkersdorf                     |      | 9.959 | 30,25 | 329      | Purkersdorf    | Kleinregion Troppberg       | Stadt- gemeinde | Gem.Kennz.: 31952 |
| Pyhra                           |      | 3.593 | 66,76 | 54       | St. Pölten     | –                           | Markt- gemeinde | Gem.Kennz.: 31934 |
| Rabenstein an der Pielach       |      | 2.471 | 36,23 | 68       | St. Pölten     | Kleinregion Pielachtal      | Markt- gemeinde | Gem.Kennz.: 31935 |
| St. Margarethen an der Sierning |      | 1.038 | 14,58 | 71       | St. Pölten     | –                           | Gemeinde        | Gem.Kennz.: 31938 |
| Schwarzenbach an der Pielach    |      | 348   | 45,45 | 7,7      | St. Pölten     | Kleinregion Pielachtal      | Gemeinde        | Gem.Kennz.: 31939 |
| Statzendorf                     |      | 1.420 | 12,46 | 114      | St. Pölten     | –                           | Gemeinde        | Gem.Kennz.: 31940 |
| Stössing                        |      | 836   | 27,49 | 30       | Neulengbach    | –                           | Gemeinde        | Gem.Kennz.: 31941 |
| Traismauer                      |      | 6.517 | 43,11 | 151      | St. Pölten     | –                           | Stadt- gemeinde | Gem.Kennz.: 31943 |
| Tullnerbach                     |      | 2.951 | 20,24 | 146      | Purkersdorf    | Kleinregion Troppberg       | Markt- gemeinde | Gem.Kennz.: 31953 |
| Weinburg                        |      | 1.399 | 10,36 | 135      | St. Pölten     | Kleinregion Pielachtal      | Gemeinde        | Gem.Kennz.: 31945 |
| Wilhelmsburg                    |      | 6.489 | 45,78 | 142      | St. Pölten     | Traisen-Gölsental           | Stadt- gemeinde | Gem.Kennz.: 31947 |
| Wölbling                        |      | 2.451 | 32,29 | 76       | St. Pölten     | –                           | Markt- gemeinde | Gem.Kennz.: 31948 |
| Wolfsgraben                     |      | 1.774 | 17,34 | 102      | Purkersdorf    | –                           | Gemeinde        | Gem.Kennz.: 31954 |

### Gemeindeänderungen seit 1945
- 1. Jänner 1956: Umgliederung der Gemeinden Gablitz, Mauerbach, Pressbaum, Tullnerbach und Wolfsgraben in den Bezirk Wien-Umgebung
- 1. Jänner 1966: Auflösung der Gemeinden Hafnerbach, Sasendorf und Wimpassing an der Pielach – Zusammenschluss zur Gemeinde Hafnerbach
- 1. Jänner 1967: Auflösung der Gemeinden Kleinrust und Obritzberg – Zusammenschluss zur Gemeinde Obritzberg-Rust
- 1. Jänner 1967: Auflösung der Gemeinden Ambach und Oberwölbling – Zusammenschluss zur Gemeinde Wölbling
- 1. Jänner 1968: Auflösung der Gemeinden Ederding und Herzogenburg – Zusammenschluss zur Gemeinde Herzogenburg
- 1. Jänner 1968: Auflösung der Gemeinden Inprugg, Markersdorf und Neulengbach – Zusammenschluss zur Gemeinde Neulengbach
- 1. Jänner 1968: Auflösung der Gemeinden Traismauer und Wagram an der Traisen – Zusammenschluss zur Gemeinde Traismauer
- 1. Jänner 1968: Auflösung der Gemeinden Unterwölbling und Wölbling – Zusammenschluss zur Gemeinde Wölbling
- 1. Jänner 1969: Auflösung der Gemeinde Mamau – Aufteilung auf die Gemeinden Karlstetten, Neidling und St. Pölten (Statutarstadt)
- 1. Jänner 1969: Auflösung der Gemeinde Ragelsdorf – Eingemeindung in die Stadt St. Pölten
- 1. Jänner 1970: Auflösung der Gemeinden Haindorf und Markersdorf an der Pielach – Zusammenschluss zur Gemeinde Markersdorf-Haindorf
- 1. Jänner 1970: Auflösung der Gemeinden Hausheim und Wöblbling – Zusammenschluss zur Gemeinde Wölbling
- 1. Jänner 1971: Auflösung der Gemeinden Böheimkirchen und Jeutendorf – Zusammenschluss zur Gemeinde Böheimkirchen
- 1. Jänner 1971: Auflösung der Gemeinden Gutenbrunn, Herzogenburg und St. Andrä an der Traisen – Zusammenschluss zur Gemeinde Herzogenburg
- 1. Jänner 1971: Auflösung der Gemeinden Getzersdorf und Inzersdorf ob der Traisen – Zusammenschluss zur Gemeinde Inzersdorf ob der Traisen (ab 28. September 1971 Inzersdorf-Getzersdorf)
- 1. Jänner 1971: Auflösung der Gemeinden Kapelln und Thalheim – Zusammenschluss zur Gemeinde Kapelln
- 1. Jänner 1971: Auflösung der Gemeinden Kirchstetten und Totzenbach – Zusammenschluss zur Gemeinde Kirchstetten
- 1. Jänner 1971: Auflösung der Gemeinden Neulengbach, Ollersbach, Raipoltenbach und St. Christophen – Zusammenschluss zur Gemeinde Neulengbach
- 1. Jänner 1971: Auflösung der Gemeinden Hain und Obritzberg-Rust – Zusammenschluss zur Gemeinde Obritzberg-Rust
- 1. Jänner 1971: Auflösung der Gemeinden Frauendorf, Gemeinlebarn, Stollhofen und Traismauer – Zusammenschluss zur Gemeinde Traismauer
- 1. Jänner 1972: Auflösung der Gemeinden Asperhofen, Grabensee und Johannesberg – Zusammenschluss zur Gemeinde Asperhofen
- 1. Jänner 1972: Auflösung der Gemeinden Kasten bei Böheimkirchen und Stössing – Zusammenschluss zur Gemeinde Kasten bei Böheimkirchen (revidiert am 1. Jänner 1988)
- 1. Jänner 1972: Auflösung der Gemeinden Neulengbach und Tausendblum – Zusammenschluss zur Gemeinde Neulengbach
- 1. Jänner 1972: Auflösung der Gemeinden Pyhra und Wald – Zusammenschluss zur Gemeinde Pyhra
- 1. Jänner 1972: Auflösung der Gemeinde Murstetten – Aufteilung auf die Gemeinden Weißenkirchen an der Perschling und Würmla (Bezirk Tulln)
- 1. Jänner 1972: Auflösung der Gemeinde Gerersdorf – Aufteilung auf die Gemeinden Prinzersdorf und St. Pölten (Statutarstadt) (revidiert am 1. Jänner 1982)
- 1. Jänner 1972: Auflösung der Gemeinden Pottenbrunn, Ratzersdorf und St. Georgen am Steinfelde – Eingemeindung in die Stadt St. Pölten (Statutarstadt)
- 1. Jänner 1972: Umgliederung eines Teils der Gemeinde Pyhra in die Gemeinde St. Pölten (Statutarstadt)[3]
- 1. Jänner 2017: Eingliederung der Gemeinden Gablitz, Mauerbach, Pressbaum, Purkersdorf, Tullnerbach und Wolfsgraben aus dem Bezirk Wien-Umgebung[4]

## Bevölkerungsentwicklung
laut Gebietsstand 2016

## Anmerkung
1. ↑  Diese Form wird wegen der leichteren Unterscheidbarkeit zur Statutarstadt lemmatisch beibehalten.